# Ceinture blindée
Pour les articles homonymes, voir Ceinture.

Diagramme désignant les éléments principaux du blindage d'un navire. Le « A » désigne la ceinture blindée.

Une ceinture blindée est une couche épaisse de plaques métalliques sur ou dans les coques extérieures de navires de guerre, typiquement sur des croiseurs de bataille, des croiseurs et des porte-avions.